# RACINES
RACINES est une méthode informatique destinée à étudier la stratégie du système d'information. RACINES est un acronyme de rationalisation des choix informatiques.
Elle a pour but de définir des priorités d'informatisation par domaine dans le cadre d'un fonctionnement global futur, en tenant compte des budgets et des calendriers. L'étude correspondante est appelée un schéma directeur.
Elle a été conçue en 1976 par le ministère français de l'industrie qui a publié en 1988 un guide RACINES qui la formalise. La méthode a surtout été utilisée dans un contexte d'administrations publiques, en France. Souvent les projets importants de refonte de systèmes d'information étaient menés avec la double méthode RACINES et Merise.
On distingue les schémas directeurs stratégiques (horizon cinq à dix ans) et les schémas directeurs opérationnels (trois à cinq ans).
Les schémas directeurs stratégiques ont une portée prospective, sur l'activité et les principes d'organisation à mettre en place, les grands choix informatiques, les décisions générales et les priorités à fixer. Aujourd'hui, l'évolution ultra-rapide des techniques et de l'environnement rend cette réflexion presque impossible à mener sur des périodes aussi longues.
Les schémas directeurs opérationnels précisent les précédents, et notamment insistent davantage sur les priorités entre les projets, la façon de les traiter, les budgets et les calendriers. Ils ont tendance aussi à disparaître au profit d'une réflexion limitée à l'horizon de l'exercice budgétaire.